# Lista di editor HTML

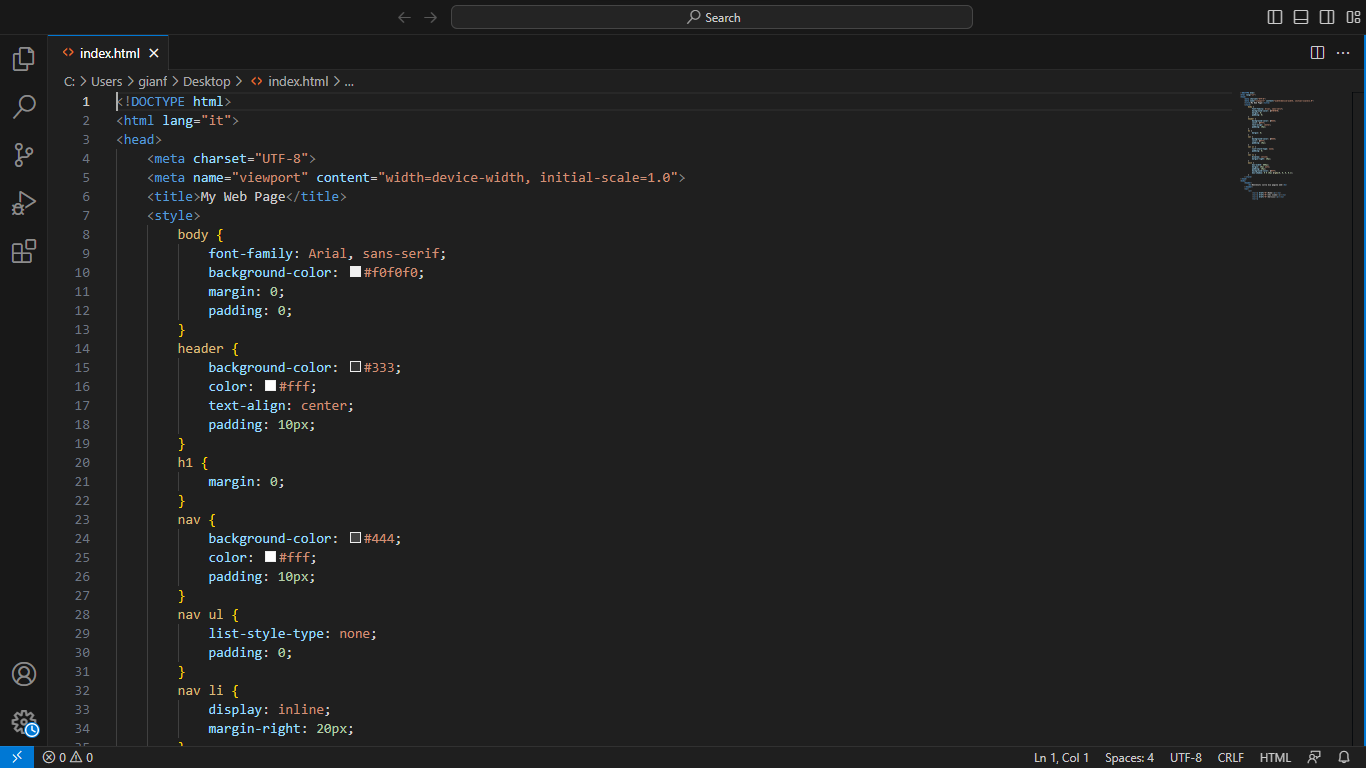
Esempio di codice HTML eseguito in VS Code.

## Editor testuali
Gli editor di testo sono usati per produrre pagine in formato testo e, quindi, possono essere impiegati anche per sviluppare pagine web. A differenza dei programmi di videoscrittura in cui il software inserisce elementi di formattazione del testo che potrebbero interferire con l'analisi del linguaggio di programmazione, gli editor di testo riproducono esattamente il codice editato senza apportarvi autonomamente alcuna modifica. 
Di seguito si elencano alcuni editor testuali più comuni:
- Crimson Editor
- Emacs
- gedit
- Kate
- Notepad
- TextEdit
- UltraEdit
- Vi
- Vim
- Flwriter

## Editor testuali avanzati
Sono un'evoluzione degli editor di testo, in quanto includono strumenti aggiuntivi per la modifica e gestione del codice.
- Adobe Brackets
- Alleycode HTML Editor
- Aptana
- Arachnophilia
- BBEdit
- Bluefish
- BlueGriffon
- CoffeeCup HTML Editor
- ConTEXT
- CSE HTML Validator
- EditPlus
- Evrsoft 1st Page
- Geany
- gPHPEdit
- HTML-Kit
- KompoZer
- Macromedia HomeSite
- Minion One
- Notepad++
- Notepad2
- NoteTab
- Nvu
- PSPad
- Quanta Plus
- SciTE
- Screem
- Siteaid
- skEdit
- Smultron
- StarlyCode Studio
- Sublime Text
- Taco HTML Edit
- TextMate
- TextWrangler
- TopStyle
- UPOhtml
- Visual Studio Code

## Word processor
Benché i word processor, chiamati anche software di videoscrittura, non siano veri e propri editor HTML, essi sono capaci di importare ed esportare documenti nel formato HTML (a volte anche XML). Questi software offrono la semplicità d'uso di un programma di videoscrittura, simile agli editor WYSIWYG, ma con diverse limitazioni. Di seguito si riportano alcuni esempi:
- AbiWord
- Apple Pages (fa parte della suite iWork)
- AppleWorks
- Microsoft Word
- Microsoft Works
- OpenOffice.org Writer
- WordPerfect
- LibreOffice Writer

## Editor WYSIWYG
WYSIWYG, è l'acronimo dell'inglese What You See Is What You Get (quello che vedi è quello che ottieni). Sono generatori di codice facili e intuitivi da usare.
Per l'uso di alcuni di questi software non è richiesta la conoscenza del codice generato dal programma stesso.
Spesso le pagine vengono generate in formati proprietari e infine esportati in codice finito; le pagine esportate - di norma - non possono essere importate per ulteriori modifiche, ma le nuove pagine possono essere esportate dal file originario in formato proprietario dopo averlo modificato.
Le dimensioni dei file esportati dagli editor WYSIWYG sono solitamente maggiori rispetto a quelle di files il cui codice è stato scritto "a mano" con un semplice editor di testo. Infatti nel codice vengono inseriti segmenti di HTML per la formattazione del testo, che essendo generati automaticamente sono spesso superflui e ridondanti.
- Adobe Contribute ("Dreamweaver Lite")
- Adobe Dreamweaver (precedentemente Macromedia Dreamweaver)
- Amaya
- BlueGriffon
- Bluevoda
- Dynamic HTML Editor
- HotDog
- Media Lab SiteGrinder
- Microsoft SharePoint Designer
- Microsoft Visual Studio / ASP.NET Web Matrix
- Microsoft Visual Web Developer
- NetObjects Fusion
- Quanta Plus
- RocketCake (editor multipiattaforma per siti Web responsivi W3C-compliant)[1][2][3]
- RapidWeaver
- Sandvox
- SeaMonkey Composer
- Softpress Freeway

Editor non più supportati né aggiornati:
- iWeb
- Adobe GoLive
- AOLpress
- Adobe PageMill - Rimpiazzato da Adobe GoLive
- Microsoft FrontPage - Rimpiazzato da Microsoft Expression Web
- Microsoft Expression Web
- Mozilla Composer - Rimpiazzato da SeaMonkey Composer
- Netscape Composer - Rimpiazzato da SeaMonkey Composer
- Nvu - Rimpiazzato da KompoZer o da BlueGriffon
- Kompozer - L'ultima versione stabile del programma risale al 2010. Sostituito da BlueGriffon, anche se quest'ultimo è diventato un programma commerciale a pagamento.